# O2 (Helsingør)
De O2 of Ringvej 2 (Nederlands: Ringweg 2) is een ringweg om de Deense stad Helsingør. De weg loopt van Snekkersten in het zuiden van Helsingør naar het noorden van de stad. In Snekkersten sluit de weg aan op de O3, een andere ringweg van Helsingør.
De gehele O2 bestaat uit twee rijstroken gelegen op één rijbaan (1x2). Er is dus geen middenberm aanwezig.